# Здравствено задругарство
Здравствено задругарство је облик организовања здравствене заштите становништва у Србији који је постојао у периоду између два светска рата. Прве здравствене задруге основане су 1921. године, а до 1937. године било их је укупно 87, у којима је радило 97 лекара и 71 апотекар. Финансиране су од чланарине задругара и у просеку обухватале по 300 до 500 породица.

## Историја организовања здравствених задруга
Србија је током Првог светског рата разорена и опустошена. Поред тешких економских, било је неоходно решавати и крупне социјално-здравствене проблеме. Недостатак лекара, проузрокован губитком великог броја здравствених радника током рата, био је најизраженији у руралним подручјима. Како би се проблем ублажио, на предлог младог лекара, др Гаврила Којића, уз подршку Министарства пољопривреде и Министарства социјалне политике и народног здравља Краљевине Срба Хрвата и Словенаца, приступа се оснивању здравствених задруга. Прве здравствене задруге основане су 1921. године. До 1937. године било их је 87 са 97 лекара и 71 апотекаром. Велику заслугу за оснивање здравствених задруга имали су просветни радници, па је тако забележено да је за оснивање здравствене задруге у Бруснику имао учитељ Душан Јеремић, а за оснивање здравствених задруга у другим местима источне Србије, Рготини и Брзој Паланци, такође су били најзаслужнији учитељи – здравствени задругари.

## Начин функционисања здравствених задруга
Здравствене задруге финансиране су из средстава прикупљаних од чланарине задругара и у просеку су обухватале 300 до 500 породица. Цена лекарског прегледа била је три до четири пута мања него у приватним ординацијама а лекови су куповани са попустом. Поред лечења становништва, здравствене задруге су се бавиле и превенцијом, подизањем здравствене свести и културе, сузбијањем заразних болести (вакцинација), посебно туберкулозе, заштитом мајки, мале и школске деце. После Другог светског рата, 1949. године, здравствене задруге су интегрисане у нови систем организације здравствене службе.
Међународне организације препоручују приватне облике здравственог осигурања, тако да би обнављање здравственог задругарства било оправдано и у складу са модерним постулатима.